# Mesél a film
A Mesél a film egy 1946-ban forgatott és még ugyanabban az évben bemutatott fekete-fehér magyar film. Forgatása 1946. július 2-án kezdődött és körülbelül két hétig tartott a MAFIRT Könyves Kálmán körúti stúdiójában. Stílusát tekintve, úgynevezett keretfilm, amely önálló és ma játszódó történet keretében színes kavalkádot ad a film múltjáról. Bemutatója 1946. szeptember 5-én volt a Scala és a Corvin mozikban. A film elkészültének apropója, hogy a mozinak és a filmnek éppen 1946-ban volt az 50. születésnapja. A film Scala filmszínházbeli díszbemutatóját az Újságírók Szanatóriumi Egyesülete rendezte, és annak teljes bevételét az egyesület javára fordították.

## Történet
A jelenkor színészein keresztül újra megelevenednek a régi idők némafilmes sztárjai, mint például Asta Nielsen, Gunnner Tobies, Pola Negri, Rassermann, Fatty, Lon Chaney, Chaplin vagy Douglas Fairbanks, és nem hiányzik a szerelmi szál sem. 

## Szereplők
- Gózon Gyula – Bodnár Kálmán, az idős mozigépész
- Rafael Márta – Ilonka
- Verebes Károly – Pista
- Komlós András – Feri, a fiatal mozigépész

## Érdekességek
- A Szabadság című újság 1946. július 3-ai száma a következőt írta: "Az első felvételi napnak érdekes látogatója volt. Yehudi Menuhin, a Budapesten tartózkodó világhírű hegedűművész is megjelent a MAFIRT műteremben, ahol a híradó számára felvételt készítettek róla. A világhírű hegedűművész ellátogatott a készülő új magyar film felvételeihez is és elbeszélgetett a film rendezőjével és szereplőivel." (Megjegyzés: a filmhiradokonline.hu oldalon ennek nincs nyoma)
- Később Szakasits Árpád miniszterelnök-helyettes is ellátogatott a forgatásra.